# Álora (miasto)
Álora – gmina w Hiszpanii, w prowincji Malaga, w Andaluzji, o powierzchni 169,62 km². W 2011 roku gmina liczyła 13 399 mieszkańców.